# Shiwang’andu (Distrikt)
Shiwang'andu ist einer von acht Distrikten in der Provinz Muchinga in Sambia. Er hat eine Fläche von 9350 km² und 78.510 Einwohner (2022). Der Distrikt Shiwang’andu wurde 2012 durch einen Parlamentsbeschluss ins Leben gerufen und 2013 durch Abspaltung vom Distrikt Chinsali in eingerichtet.

## Geografie
Der Distrikt Shiwang'andu liegt im Nordosten des Landes und ist etwa 720 km von Lusaka und 100 km von Chinsali, der Provinzhauptstadt, entfernt. Der Distrikt grenzt im Nordwesten an den Distrikt Kasama, im Norden an Mungwi, im Osten an Chama, im Süden an Mpika und im Norden an Chinsali. Shiwa'Ngandu liegt auf einer Höhe zwischen 1000 m und 2000 m über dem Meeresspiegel.
Der Name des Distrikts stammt vom Ishiba Ng'andu-See, was „See der Krokodile“ bedeutet, welcher auch eine wichtige Touristenattraktion darstellt. Der Distrikt hat eine Gesamtfläche von etwa 9837 Quadratkilometern, von denen 96 % traditionelles und 4 % Staatsland sind. Der Distrikt ist in 17 Wards und 88 Zonen unterteilt. Von der Gesamtfläche sind 60 % Ackerland und 25 % Berge, Feuchtgebiete und Wildwirtschaftsgebiete. Laut Zentralstatistikbericht 2010 betrug die Einwohnerzahl des Landkreises 59.975 Personen mit einer Wachstumsrate von 1,4 Prozent.

## Wirtschaft
Der Distrikt hat ein enormes Potenzial in der Forstwirtschaft. Er verfügt er über 7000 Hektar Kiefern- und Eukalyptusplantagen der Zambia Forests and Forestry Industries Corporation (ZAFFICO), die über 1000 Menschen beschäftigt. Gleichzeitig gibt es etwa 8 Community Forests, die unter der Kontrolle der lokalen Gemeinschaften stehen. Diese Wälder werden nachhaltig bewirtschaftet, um Degradation zu verhindern. Der Bezirk hat auch viele Mukula-Baumarten und andere seltene Baumarten.
Der Distrikt hat von den Gemeinden eine überwältigende Resonanz bezüglich der Einrichtung eines Gemeinschaftswaldes erhalten. Der Bezirk hat bisher 8 Gemeinschaftswälder mit einer Gesamtfläche von ca. 5600 ha angelegt. Dies hat zu einer Zunahme der Nicht-Holz-Waldprodukte wie Raupen, Honig, Pilzorchideen Chikanda, Umukoyo, Wildfrüchte Anisophyllea borhermii (Imfungo) und Parinari curatellifolia (Impundu) geführt. Diese Produkte sind saisonal und werden in ihrer Rohform verkauft.
Der Distrikt verfügt über ausreichende Bestände an hochwertigen Bäumen wie Pterocarpus angolensis (Mukwa), Pterocarpus chrysothrix (Mukula), Afzelia quanzensis (Mupapa).

## Infrastruktur
Der Distrikt hat ein ZESCO-Miniwasserkraftwerks, das der Hauptstromlieferant im Distrikt ist und eine Kapazität zur Erzeugung von über 1000 MW Strom hat. Dies hat zu einem bedeutenden Wachstum der kleinen und mittleren Unternehmen in verschiedenen Sektoren geführt.

## Tourismus
Der Distrikt verfügt über ein hohes Tourismuspotenziale. Dazu gehören heiße Quellen, der Shiwa-See, den Chambeshi-Fluss und Wasserfälle wie die Namundelafälle und die Chipomafälle, sowie Kulturerbestätten wie das Shiwang’andu House, das in den 1920er Jahren von Sir Stewart Gore-Brown entworfen und gebaut wurde.